# آدولف پرتسل
آدولف پرتسل (انگلیسی: Adolf Percl؛ زادهٔ ۱۶ مارس ۱۹۰۰ - درگذشته نامشخص) بازیکن فوتبال اهل پادشاهی یوگسلاوی بود.
از باشگاه‌هایی که در آن بازی کرده‌است می‌توان به باشگاه فوتبال بئوگراد اشاره کرد.